# Битка код Бугарофигона
Битка код Бугарофигона (буг. Битка при Булгарофигон) одиграла се на лето 896. године у Тракији између бугарске војске Симеона I и византијске војске Леона Катакалона са друге стране. Битка је део Византијско-бугарских ратова и завршена је великим поразом византијске војске који је довео до вишедеценијске доминације Бугарске на Балкану.

## Позадина
Византија и Бугарска су били у миру највећи део 9. века. Покрштавање бугарских владара изазвало је незадовољство код становништва које је Симеона поставило за новог владара. Одлучено је да се сви византијски свештеници протерају из земље и замене онима који ће уместо грчког користити црквенословенски језик. Византијски цар Лав VI је 894. године донео одлуку да бугарским трговцима забрани приступ у Цариград. Преусмерио их је у Солун где су били изложени вишим порезима. Ову одлуку Симеон је искористио као повод за избијање рата.
Након бугарске победе код Хадријанопоља, Лав склапа савез са Мађарима који упадају на бугарску територију и разбијају једну њихову војску у Добруџи. Симеон је уточиште потражио у Драстару. Одатле је започео преговоре са Византинцима да би добио у времену и заједно са својим оцем Борисом кренуо у офанзиву против Мађара. Нанео им је пораз на Јужном Бугу и тако отклонио опасност од угарских напада.

## Битка
Симеон се са својом војском запутио на југ. У прилог му је ишло што је у међувремену умро способни византијски војсковођа Нићифор Фока Старији, а заменио га је Лео Катаколон. Наводи се да су Византинци прикупили сву своју војску, укључујући и трупе које су се бориле против Арапа у Малој Азији.
У боју који се одиграо код Бугарофигона, Бугари односе велику победу. Византијска војска је готово у потпуности уништена. Наводи се да је Лео успео побећи са тек неколицином војника. Симеоново даље напредовање ка Цариграду ништа није могло да заустави. Лав VI је заробљеним Арапима обећао слободу у замену за помоћ. До нове битке није дошло јер је Симеон био спреман за преговоре.

## Последице
Мировним споразумом Византија је Бугарској предала територију између Црног мора и Странџе. Обавезала се на плаћање годишњег данка, а Симеон је за узврат ослободио преко 120.000 заробљеника. Споразум је остао на снази све до Лавове смрти 912. године. У том периоду, Симеон је створио бугарску хегемонију на Балкану.